# Efekt wąskiego gardła

Efekt wąskiego gardła i wymarcie lub odrodzenie

Efekt wąskiego gardła (ang. bottleneck – szyjka butelki) – jeden z mechanizmów neutralnych ewolucji. U podłoża efektu wąskiego gardła leży kataklizm, katastrofa (np. choroba, susza, powódź itp.), szczególnie gdy wraz z uprzednim spadkiem entropii w populacji (np. poprzez hierarchizację, uniformizację, odróżnorodnienie, usamopodobnienie, kompresję), mechanizmem przeciwdziałającym jest wcześniejsza egalitaryzacja strukturalna wraz ze wzrostem entropii, różnorodności populacji. Liczebność populacji po katastrofie zmniejsza się, a zatem zmienia się pula genowa populacji (osobniki, które przetrwały kataklizm, nie mają wszystkich genów tworzących pulę genową całej populacji, a na pewno nie w tych samych proporcjach). Wąskie gardło powoduje zmniejszenie różnorodności genetycznej oraz zmianę częstotliwości alleli; po wzroście liczebności populacji, ze względu na nowe mutacje, zwiększa się również jej różnorodność genetyczna. Efektowi temu ulega cała populacja, w odróżnieniu od efektu założyciela.